# شارع 42 (فلم)
شارع 42 (بالإنجليزية: 42nd Street) هو فيلم رومانسي تم إنتاجه في الولايات المتحدة وصدر في سنة 1933.

## بطولة
- وارنر باكستر
- جنجر روجرز

### ترشيحات وجوائز
| السنة | الحدث  | الفئة     | النتيجة |
| ----- | ------ | --------- | ------- |
| 1932  | أوسكار | أفضل فيلم | ترشـيـح |

## الميزانية والإيرادات
بلغت تكلفة إنتاج الفيلم حوالي 439,000 (est.) دولار بينما حقق أرباحا تقدر بـ 2,250,000 دولار.

## وصلات خارجية
- شارع 42 على موقع IMDb (الإنجليزية)
- شارع 42 على موقع ميتاكريتيك (الإنجليزية)
- شارع 42 على موقع الموسوعة البريطانية (الإنجليزية)
- شارع 42 على موقع روتن توميتوز (الإنجليزية)
- شارع 42 على موقع نتفليكس (الإنجليزية)
- شارع 42 على موقع قاعدة بيانات الأفلام العربية
- شارع 42 على موقع ألو سيني (الفرنسية)
- شارع 42 على موقع Turner Classic Movies (الإنجليزية)
- شارع 42 على موقع أول موفي (الإنجليزية)
- شارع 42 على موقع بوكس أوفيس موجو (الإنجليزية)

1. ↑  وصلة مرجع: http://www.imdb.com/title/tt0024034/. الوصول: 6 يوليو 2016.